# Regicide
Regicide es una banda de gothic metal formada en Baja Sajonia, Alemania. 

## Historia
Esta banda, en toda su discográfica, ha lanzado dos demos, a la vez que dos álbumes y tres sencillos. Esta banda, ha ido ganando fama desde el 2002, haciendo giras por Luxemburgo, Bélgica, Austria, Suiza y los Países Bajos. Esta banda estaba trabajando en un tercer álbum, pero por problemas privados, no se pudo desarrollar. La banda dice que está en "descanso" hasta nuevo aviso.

## Discografía
- Travelling Minds (2001) (demo)
- Behind Your Eyes (2002) (demo)
- Viorus (2004) (CD)
- Break the silence (2006) (CD)